# Folsom Prison Blues
Singles de Johnny Cash
Hey Porter
(1955) I Walk the Line
(1956)
Folsom Prison Blues est une chanson américaine de musique country  écrite par Johnny Cash au début des années 1950 et à l'origine enregistrée avec son trio en 1956 pour Sun Records. La chanson combine des éléments de deux genres folk populaires, train song et la chanson de prison, que Cash  continuera à employer pendant toute sa carrière.

## Le thème
Dans les paroles, le prisonnier écoute de sa cellule le sifflement d'un train en dehors et repense à ses crimes (« j'ai tiré sur un homme à Reno juste pour le regarder mourir »), imagine les personnes libres à l'intérieur du train (« je parie qu'elles boivent le café et fument de gros cigares ») et des rêves qu’il pourrait faire s'il était libre. Il regrette de ne pas avoir suivi les conseils de sa mère de ne jamais « jouer avec des pistolets ».

## Histoire
Johnny Cash a été inspiré pour écrire cette chanson par le film Inside the Walls of Folsom Prison (1951), qu'il a vu lors de son service militaire en Allemagne dans l'Armée de l'Air des États-Unis. Cash a raconté : « Je me suis assis, stylo en main, essayant d'imaginer la plus mauvaise raison qu'une personne pourrait avoir d'en tuer une autre. »
La  chanson comporte, pour les paroles et la musique, des emprunts à la chanson de Gordon Jenkins Crescent City Blues de 1953.
Johnny Cash a inclus la chanson dans son répertoire pendant des décennies. La  version en concert la plus populaire est sûrement celle réalisée lors de l’ouverture d'un concert à la prison de Folsom le 13 janvier 1968. Cette version est sortie  sur l'album de At Folsom Prison la même année. Selon Michael Streissguth, les cris de l’assistance auraient été ajoutés pendant la post-production, les prisonniers se gardant de manifester trop bruyamment pendant le concert, de crainte de représailles.

## Distinctions
Folsom Prison Blues est sélectionnée par le Rock and Roll Hall of Fame, en 1995, comme l'une des « 500 chansons qui ont façonné le rock 'n' roll ».
En 2001, elle reçoit le Grammy Hall of Fame Award.

## Certifications
| Pays              | Certification | Unités certifiées |
| ----------------- | ------------- | ----------------- |
| Royaume-Uni (BPI) | Or            | 400 000           |

## Reprises
- The International Submarine Band sur Safe at Home en 1968.
- Screaming Jets  sur  Living in England en 1992.
- Reverend Horton Heat sur leur album  Holy Roller en 1999.
- Keb Mo a enregistré une version  sur un album d'hommage à Johnny Cash. Il modifie les paroles en chantant « Ils disent que j'ai tiré sur un homme à Reno, mais c'était juste un mensonge ». Il transforme aussi  « je sais ce qui s'est passé, je sais que je ne peux pas être libre »  en « moi qui n'ai blessé personne, je devrais errer librement ».
- Danielle Peck a repris la chanson lors de presque tous ses concerts. Elle a déclaré que c'est son père qui lui avait  appris  la chanson quand elle n'avait que 2 ans ½ (malgré la désapprobation de sa mère).
- George Canyon  sur l'album Classics George Canyon en 2007.
- Black Stone Cherry  joue souvent cette chanson en concert  et l'a enregistrée sur l'album  Live At The Astoria.
- Everlast a enregistré une version de cette chanson sur son dernier Album intitulé Love, War, and the Ghost of Whitey Ford (2008) et il a même fait une chanson avec Snoop Dogg pour rendre hommage a Johnny Cash, My Medecine.
- ZZ Top l'ont interprétée lors de différents concerts.
- Willie Lamothe en a fait une adaptation qui s'appelle Le mur d'acier.
- Jerry Lee Lewis en fait une reprise dans son album Rock N Roll Time sorti le 10 novembre 2014.
- Bob Dylan et The Band sorti le 4 novembre 2014 sur l'album The Bootleg Series Vol. 11: The Basement Tapes Complete
- Le musicien belge Saule a interprété à diverses reprises la chanson en concert à ses débuts.
- Charley Pride a repris cette chanson dans son premier album, Country Charley Pride, sorti en 1966.

## Sources
- (en) Michael Streissguth, Johnny Cash at Folsom Prison: The Making of a Masterpiece, Da Capo Press, 2004  (ISBN 0-306-81338-6).